# Parc de Heiwadai

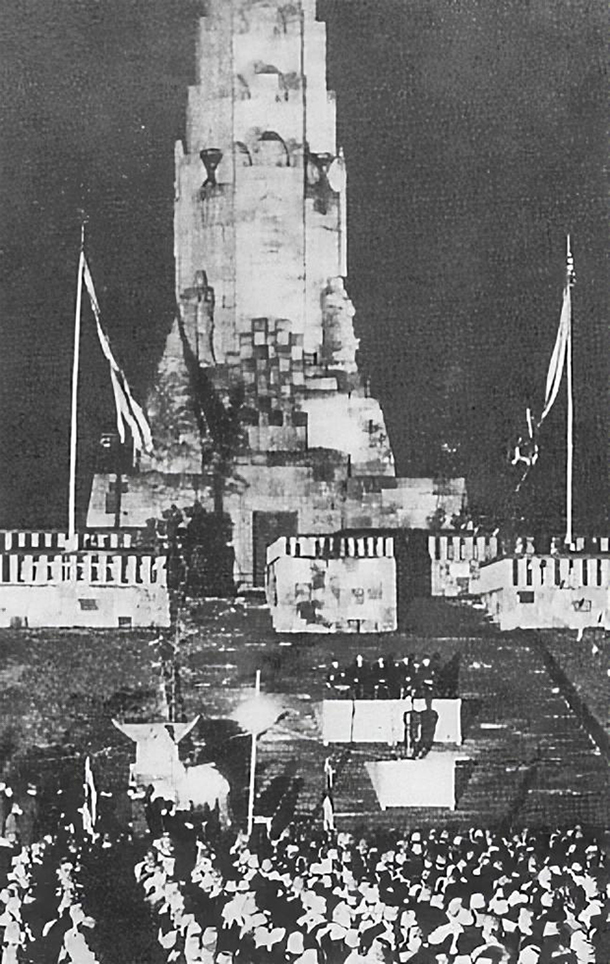
Inauguration du monument au Hakkō ichiu, le 25 novembre 1940, avec le terme calligraphié par le prince Yasuhito Chichibu gravé en facade.

Le parc de Heiwadai (平和台公園, heiwadaikouen, litt. « parc du socle de la paix) est un parc public de la ville de Miyazaki, préfecture de Miyazaki.

## Monuments

### Tour du Hakkō ichiu
Le parc est dominé par la tour du Hakkō ichiu construite en 1940. Après la fin de la Seconde Guerre mondiale, elle fut renommée « tour de la paix » (平和の塔, heiwanotou).

#### Caractéristiques
- Hauteur : 36,4 mètres
- Surface : 1 070 m2
- Volume : 834 m3